# 歴史漫画
歴史漫画（れきしまんが）とは、漫画作品をテーマ別に分類したもののひとつ。歴史上の出来事や人物などを題材としたもの。なお、教育的意図をもって歴史を扱った漫画に関しては学習漫画を参照のこと。

## 日本

### 通時代
- 陸奥圓明流外伝 修羅の刻（川原正敏）平安時代～昭和時代
- まんが首里城ものがたり（新里堅進）室町時代後期（察度・第一尚氏王朝初期）～平成時代

### 神話時代
- ナムジ（安彦良和）
- 神武（安彦良和）
- 蚤の王（安彦良和）
- 火の鳥 黎明編（手塚治虫）
- ヤマトタケルの冒険（ゆうきまさみ）
- 青青の時代（山岸凉子）
- 水木しげるの古代出雲（水木しげる）

### 弥生時代
- 雷火（藤原カムイ）
- 火の鳥 ヤマト編（手塚治虫）

### 飛鳥時代
- 火の鳥 太陽編（手塚治虫）
- 天の果て地の限り（大和和紀）
- 天上の虹 -持統天皇物語-（里中満智子）
- 古代幻想ロマンシリーズ（長岡良子）
- Lullaby（岩崎摂）
- 夕星の皇子、明星の天子（小坂伊吹）
- 天智と天武-新説・日本書紀-（原案監修：園村昌弘、作画：中村真理子）

聖徳太子
- 聖徳太子（池田理代子）
- 日出処の天子（山岸凉子）

### 奈良時代
- 火の鳥 鳳凰編（手塚治虫）
- 女帝の手記（里中満智子）
- 長屋王残照記（里中満智子）
- 光の回廊（清原なつの）

### 平安時代
- 火の鳥 羽衣編（手塚治虫）
- 火の鳥 乱世編（手塚治虫）
- 阿・吽（おかざき真里）
- 月下の君（嶋木あこ）
- うつほ草紙（諏訪緑）
- 応天の門（灰原薬）
- 超訳・伊勢物語 月やあらぬ（紅林直、永久保貴一）
- 陰陽師（岡野玲子、原作：夢枕獏）
- 燁輝妃（市川ジュン）
- 華の王（市川ジュン）
- 暴れん坊少納言（かかし朝浩）
- 平安情瑠璃物語（竹宮惠子）
- 王都妖奇譚（岩崎陽子）
- 恋ひうた 和泉式部異聞（江平洋巳）
- たまゆら童子（佐野絵里子）
- 姫のためなら死ねる（くずしろ）
- 桜姫華伝（種村有菜）
- 超訳百人一首 うた恋い。（杉田圭）
- 詠う!平安京（真柴真）

### 源平合戦
- 源平紅雪綺譚（大竹直子）
- 平家落人伝説 まぼろしの旗（竹宮惠子）
- ジパング 深蒼海流（かわぐちかいじ）
- 為朝二十八騎（佐野絵里子）

源義経
- ますらお -秘本義経記-（北崎拓）
- 遮那王義経（沢田ひろふみ）
- リョウ（上田倫子）
- 君いとほし 源義経恋絵巻（飴あられ）
- 源義経（佐野絵里子）
- 破壊王〜おれの牛若〜（たなかかなこ）

### 鎌倉時代
- 吾妻鏡 -マンガ日本の古典（竹宮惠子）
- 夢語り（湯口聖子）
- 安東-ANTON-（安彦良和）
- 後宮（海野つなみ）
- とはずがたり（美桜せりな）
- 北条時宗（さいとう・たかを）
- アンゴルモア 元寇合戦記（たかぎ七彦）
- 山賊王（沢田ひろふみ）

### 南北朝時代
- 太平記（さいとう・たかを）
- 私本太平記（原作：吉川英治、画：岡村賢二）
- カタリベ（石川雅之）
- 劇画大楠公（原作：天王洲一八、作画：宝城ゆうき）
- バンデット -偽伝太平記-（河部真道）
- 逃げ上手の若君（松井優征）

### 室町時代
- あっかんべェ一休（坂口尚）
- 鬼国幻想（市川ジュン）
- 雪月記（作画：猪熊しのぶ、原作：山上旅路）
- 夢幻花伝（木原敏江）
- ワールドイズダンシング（三原和人）

### 戦国時代
- 風が如く（米原秀幸）
- 花の慶次 ―雲のかなたに―（原作：隆慶一郎、作画：原哲夫）
- 義風堂々 直江兼続 -前田慶次月語り-（原作：原哲夫・堀江信彦、作画：武村勇治）
- SAKON（左近） -戦国風雲録-（原作：隆慶一郎、脚本：二橋進吾、漫画：原哲夫）
- へうげもの（山田芳裕）
- センゴク（宮下英樹）
  - センゴク天正記（宮下英樹）
  - センゴク一統記（宮下英樹）
  - センゴク権兵衛（宮下英樹）
  - センゴク外伝 桶狭間戦記（宮下英樹）
- どろろ（手塚治虫）
- 火の鳥 異形編（手塚治虫）
- 百物語（手塚治虫）
- 千利休（清原なつの）
- 剣の舞（岩明均）
- イシュタルの娘〜小野於通伝〜（大和和紀）
- 愛しの焔 〜ゆめまぼろしのごとく〜（もとむらえり）
- SENGOKU（山科けいすけ）
- 戦國ストレイズ（七海慎吾）
- 月のしっぽ（上田倫子）
- 風よ雲（のがみけい）
- 鎧光赫赫（久慈光久）
- 戦国八咫烏（小林裕和）
- 戦国ARMORS（榊ショウタ）
- 軍師 黒田官兵衛伝（重野なおき）
- 雪花の虎（東村アキコ）
- 新九郎、奔る!（ゆうきまさみ）

武田信玄
- 武田信玄（原作：新田次郎、作画：横山光輝）
- 武田信玄（原作：新田次郎、作画：さいとう・たかを）
- 続・武田信玄 武田勝頼（原作：新田次郎、作画：横山光輝）

織田信長
- 信長（原作：工藤かずや、作画：池上遼一）
- 信長公記 (漫画) - マンガ日本の古典（小島剛夕）
- TENKA FUBU 信長（ながてゆか）
- 織田信長（原作：山岡荘八、作画：横山光輝）
- 信長協奏曲（石井あゆみ）
- 信長のシェフ（原作：西村ミツル、作画：梶川卓郎）
- いくさの子 織田三郎信長伝（原作：北原星望、作画：原哲夫）
- 夢幻の如く（本宮ひろ志）
- 信長戦記（かわのいちろう、合戦考証：藤原京）

豊臣秀吉
- 豊臣秀吉（原作：山岡荘八、作画：横山光輝）
- 秀吉でごザル!!（たなかかなこ）
- MISTERジパング（椎名高志）

徳川家康
- 影武者徳川家康（原作：隆慶一郎、作画：原哲夫）
- 徳川家康（原作：山岡荘八、作画：横山光輝）

真田幸村
- 御指名武将真田幸村 かげろひ -KAGEROI-（浅岡しゅく）
- 真田幸村-真田戦記（原作：宮崎惇、作画：横山まさみち）

伊達政宗
- 伊達政宗（原作：山岡荘八、作画：横山光輝）
- 伊達人間（宮永龍）

忍者もの（Category:忍者を題材とした漫画作品も参照）
- 仮面の忍者 赤影（横山光輝）
- 信長の忍び（重野なおき）
- 軒猿（薮口黒子）
- ムジナ（相原コージ）

### 江戸時代
- カムイ伝（白土三平）
- あずみ（小山ゆう）
- 子連れ狼（原作：小池一夫、作画：小島剛夕）
- 御用牙（原作：小池一夫、作画：神田たけ志）
- 弐十手物語（原作：小池一夫、作画：神江里見）
- シグルイ（原作：南條範夫、作画：山口貴由）
- 腕 -駿河城御前試合-（原作：南條範夫、作画：森秀樹）
- 雪の峠（岩明均）
- 平原太平記（手塚治虫）
- 風雲児たち（みなもと太郎）
- にしむく士（大和和紀）
- バジリスク 〜甲賀忍法帖〜（原作：山田風太郎、作画：せがわまさき）
- Y十M 〜柳生忍法帖〜（原作：山田風太郎、作画：せがわまさき）
- 北斎（石ノ森章太郎）
- 影狩り（さいとう・たかを）
- 公家侍秘録（高瀬理恵）
- 群緑の時雨（柳沼行）
- さつきばれっ!（真田一輝）
- 成行シリーズ（智中天）
- デアマンテ〜天領華闘牌〜（碧也ぴんく）
- 算法少女（原作：遠藤寛子、作画：秋月めぐる）
- 魔剣士 -マッケンジー-（原作：梅本さちお、作画：門馬もとき）
- 闇の土鬼（横山光輝）

宮本武蔵
- 宮本武蔵（石ノ森章太郎）
- ムサシ（原作：小池一夫、作画：川崎のぼる）
- バガボンド（原作：吉川英治、作画：井上雄彦）

松尾芭蕉
- 芭蕉（石ノ森章太郎）
- 奥の細道 - マンガ日本の古典（矢口高雄）

平賀源内
- 明日から来た影（松本零士）
- 東西奇ッ怪紳士録（水木しげる）
- 平賀源内 解国新書（石ノ森章太郎）

### 幕末
- 浮浪雲（ジョージ秋山）
- サロメの唇（手塚治虫）
- 陽だまりの樹（手塚治虫）
- SIDOOH/士道（髙橋ツトム）
- 風雲児たち 幕末編（みなもと太郎）
- 長州ファイブ（ユキムラ）
- JIN-仁-（村上もとか）
- 流され者（原作：羽山信樹、作画：甲良幹二郎）
- 白虎隊（原作杉山義法、作画：小島剛夕）
- 赤い鳩（原作：小池一夫、作画：池上遼一）
- 八重の桜（原作：山本むつみ　作画：竹村洋平、久木ゆづる、梨月詩）
- MUJIN-無尽-（岡田屋鉄蔵）

坂本龍馬
- 雲竜奔馬（みなもと太郎）
- お〜い!竜馬（原作：武田鉄矢、作画：小山ゆう）
- 坂本龍馬（黒鉄ヒロシ）
- 竜馬へ（むつ利之）
- 天翔の龍馬（原作：梅村真也、作画：橋本エイジ）
- HAPPY MAN（原案：マキノノゾミ、漫画：石渡治）

新選組
- 新選組（手塚治虫）
- ダンダラ新選組（望月三起也）
- 俺の新選組（望月三起也）
- 新撰組（黒鉄ヒロシ）
- 新撰組異聞PEACE MAKER（黒乃奈々絵）
- 風光る（渡辺多恵子）
- 北走新選組（菅野文）
- ひなたの狼（斉藤岬）
- あさぎ色の伝説（和田慎二）
- 天まであがれ!（木原敏江）
- 無頼-BURAI-（岩崎陽子）
- 星をつかみそこねる男（水木しげる）
- 幕末風雲録 誠（伊織鷹治）
- 月明星稀 - さよなら新選組（盛田賢司）
- 沖田総司（水木しげる）
- 秘密の新選組（三宅乱丈）
- 浅葱色の風（里中満智子）
- 歳三〜新撰組箱館戦記〜（神田たけ志）
- ちるらん 新撰組鎮魂歌（原作：梅村真也、作画：橋本エイジ）
- 青のミブロ（安田剛士）

### 明治
- るろうに剣心 -明治剣客浪漫譚-（和月伸宏）
- 西郷隆盛（横山まさみち）
- シュマリ（手塚治虫）
- 王道の狗（安彦良和）
- 天の血脈（安彦良和）
- 日露戦争物語（江川達也）
- ゴールデンカムイ（野田サトル）
- 東西奇ッ怪紳士録（水木しげる）
- 神秘家列伝（水木しげる）
- ヨコハマ物語 (大和和紀)
- 暁の海を往け (津雲むつみ)
- 日に流れて橋にいく （日高ショーコ）

### 大正・昭和
- はいからさんが通る（大和和紀）
- 紅にほふ（竹宮惠子）
- 龍-RON-（村上もとか）
- 虹色のトロツキー（安彦良和）
- 夕凪の街 桜の国（こうの史代）
- この世界の片隅に（こうの史代）
- 一輝まんだら（手塚治虫）
- まっすぐな道でさみしい -種田山頭火外伝-（いわしげ孝）
- コミック昭和史（水木しげる）
- ジパング（かわぐちかいじ）
- 紫電改のタカ（ちばてつや）
- 総員玉砕せよ!（水木しげる）
- 戦場まんがシリーズ（松本零士）
- 神聖喜劇（のぞゑのぶひさ、岩田和博、原作：大西巨人）
- 虹色のトロツキー（安彦良和）

南方熊楠
- クマグス（内田春菊）
- てんぎゃん -南方熊楠伝-（岸大武郎）
- 猫楠（水木しげる）

広島原爆
- はだしのゲン（中沢啓治）
- 原爆に遭った少女の話（さすらいのカナブン）

## 中国

### 殷周代
- 封神演義（藤崎竜）
- 殷周伝説（横山光輝）

### 春秋戦国時代
- 東周英雄伝（鄭問）
- 始皇（鄭問）
- キングダム（原泰久）
- 史記（横山光輝）
- 臏 〜孫子異伝〜（星野浩字）
- 墨攻（原作：酒見賢一、作画：森秀樹）
- ひすいの国 -徐福と始皇帝奇伝-（諏訪緑）
- 達人伝-9万里を風に乗り-（王欣太）

### 楚漢抗争
- 項羽と劉邦（横山光輝）
- 赤龍王（本宮ひろ志）
- レッドドラゴン（池野雅博）
- バウンダー 最強の少年 項羽（大山タクミ）
- 龍帥の翼 史記・留侯世家異伝（川原正敏）

### 漢代
- お嬢様と私―たなぼた中国恋愛絵巻（加藤四季）

### 三国時代
- 三国志（横山光輝）
- 三国志（原作：北方謙三、作画：河承男）
- 龍狼伝（山原義人）
- 天地を喰らう（本宮ひろ志）
- 覇-LORD-（原作：武論尊、作画：池上遼一）
- SWEET三国志（片山まさゆき）
- アレ国志（末弘）
- 鋼鉄三国志（KYO 原作：鋼鉄三国志製作委員会）
- 三国志群雄伝 火鳳燎原（陳某）
- 説三分（佐々木泉）
- 異郷の草 三国志連作集（志水アキ）
- 赤壁ストライブ（中島三千恒）
- STOP劉備くん!（白井恵理子）
- ランペイジ（吉永裕ノ介）
- ふしぎ道士伝八卦の空（青木朋）

蜀
- 諸葛孔明 時の地平線（諏訪緑）
- 関羽、出陣（島崎譲）
- 蜀の甘寧（中島三千恒）
- 雲漢遥かに-趙雲伝（黄十浪）

魏
- 蒼天航路（原案：李學仁、作画：王欣太）
- 曹操孟徳正伝（大西巷一）
- 魏志文帝紀 建安マエストロ!（中島三千恒）
- 漢晋春秋司馬仲達伝三国志 しばちゅうさん（末弘）

呉
- 江南行（佐々木泉）
- みんなの呉（宮条カルナ）
- 江東の暁（滝口琳々）

呂布
- RANJIN 三国志呂布異聞（川村一正）
- まじかる無双天使 突き刺せ!! 呂布子ちゃん（鈴木次郎）

### 隋唐代
- 玄奘西域記（諏訪緑）
- 長歌行（夏達）
- 西遊妖猿伝（諸星大二郎）

### 宋代
- 水滸伝（横山光輝）
- 北宋風雲伝（滝口琳々）
- 楊家将（原作：北方謙三、作画：長沢克泰）
- AKABOSHI -異聞水滸伝-（天野洋一）

### 明代
- 黄土の旗幟のもと（皇なつき）
- 新☆再生縁〜明王朝宮廷物語〜（滝口琳々）

### 清代
- 太平天国演義（甲斐谷忍）

### 中華民国
- 蘇州夜曲（森川久美）
- 南京路に花吹雪（森川久美）
- 燕京伶人抄（皇なつき）
- 龍-RON-（村上もとか）

### 中華人民共和国
- 劇画  毛沢東伝（藤子不二雄A）

## ヨーロッパ

### 古代
- 300（原作・作画：フランク・ミラー、着色：リン・バーリー）
- ヒストリエ（岩明均）
- アレクサンダー大王 -天上の王国-（赤石路代）
- ヘウレーカ（岩明均）
- カルタゴ -愛の戦士たち-（星川とみ）
- アド・アストラ -スキピオとハンニバル-（カガノミハチ）
- アグリッパ -AGRIPPA-（内水融）
- アステリックス（ルネ・ゴシニ、アルベール・ユデルゾ）
- 秘身譚（伊藤真美）
- 拳闘暗黒伝セスタス（技来静也）
- 我が名はネロ（安彦良和）
- テルマエ・ロマエ（ヤマザキマリ）
- プリニウス （ヤマザキマリ、とり・みき）
- ヴィルトゥス（原作：義凡、作画：信濃川日出雄）
- 碧いホルスの瞳 -男装の女王の物語-（犬童千絵）

### 中世
- ヴィンランド・サガ（幸村誠）
- 傭兵ピエール（原作：佐藤賢一、作画：野口賢）
- 花冠のマドンナ（さいとうちほ）
- 花巡礼（河惣益巳）
- ドロテア 〜魔女の鉄鎚〜（Cuvie）
- アルカサル-王城-（青池保子）
- 城物語（冨士宏）
- サラディナーサ（河惣益巳）
- 純潔のマリア（石川雅之）
- ヴァレンチノ・シリーズ（森川久美）
- 狼の口 〜ヴォルフスムント〜（久慈光久）
- ダンス・マカブル〜西洋暗黒小史（大西巷一）
- ホークウッド（トミイ大塚）
- 花の都に捧げる（森川久美）
- 薔薇王の葬列（菅野文）
- SPLENDOUR OF KING ―ガーター騎士団（蒲生総）
- アンジェリク（木原敏江、原作：『アンジェリク』セルジュ・ゴロン&アン・ゴロン）
- 7人のシェイクスピア（ハロルド作石）
- Tale of Rose Knight -ばら物語-（滝沢聖峰）
- アスクレピオス（内水融）
- 獅子の如く（あずみ椋）
- インノサン少年十字軍（古屋兎丸）
- アルテ（大久保圭）
- 乙女戦争 ディーヴチー・ヴァールカ（大西巷一）
- 逆光のメディチ（原作：藤本ひとみ、作画：滋野深雪）

チェーザレ・ボルジア
- チェーザレ 破壊の創造者（惣領冬実）
- カンタレラ（氷栗優）
- バビロンまで何マイル?（川原泉）
- ブラディーM-白い毒薬（伊藤結花理）

- ヴラド・ドラクラ（大窪晶与）

### 近世
- 欲望の聖女 令嬢テレジア（原作：藤本ひとみ、作画：森園みるく）
- かの名はポンパドール（原作：佐藤賢一、作画：紅林直）
- 女帝エカテリーナ（池田理代子）
- ベルサイユのばら（池田理代子）
- マリー・アントワネットの料理人（原作：白川晶、作画：里見桂）
- イノサン（坂本眞一）
  - イノサン Rouge
- 第3のギデオン（乃木坂太郎）
- マリー・アントワネット（惣領冬実）
- 栄光のナポレオン-エロイカ（池田理代子）

### 近代
- 栄光のナポレオン-エロイカ（池田理代子）
- ナポレオン -獅子の時代-/-覇道進撃-（長谷川哲也）
- ルードウィヒ・B（手塚治虫）
- 静粛に、天才只今勉強中!（倉多江美）
- 杖と翼（木原敏江）
- ルートヴィヒII世（氷栗優）
- コランタン号の航海（山田睦月、原作：大木えりか）
- エマ（森薫）
- 異国迷路のクロワーゼ（武田日向）
- メロドラマ（村上もとか）
- T・E・ロレンス（神坂智子）
- ブロンズの天使（さいとうちほ）
- アドルフに告ぐ（手塚治虫）
- 劇画ヒットラー（水木しげる）
- 蒼のマハラジャ（神坂智子）
- 石の花（坂口尚）
- 風の城砦（河惣益巳）
- 僕のショパン（桃雪琴梨）

## その他

### 中央アジア
- チンギスハーン（横山光輝）
- シュトヘル（伊藤悠）
- シルクロード・シリーズ（神坂智子）
- 乙嫁語り（森薫）

### 西アジア
- 四方世界の王（原作：定金伸治、作画：雨音たかし）
- 天は赤い河のほとり（篠原千絵）
- イスタンブール物語（森川久美）
- 夢の雫、黄金の鳥籠（篠原千絵）

### エジプト
- ハトシェプスト（山岸凉子）
- 王家の紋章（細川智栄子）
- ファラオの墓（竹宮恵子）
- アトンの娘（里中満智子）
- クレオパトラ（里中満智子）
- ナイルのほとりの物語（長岡良子）

### アメリカ合衆国
- RED（村枝賢一）
- ベル☆スタア強盗団（伊藤明弘）
- バッカーノ!（原作：成田良悟、作画：吟遊詩人）
- GUN BLAZE WEST（和月伸宏）